# Randy West
Pour les articles homonymes, voir West.
Randy West, né Andrew Jay Abrams le 12 octobre 1947 et mort le 20 septembre 2024, est un acteur de films pornographiques américain qui commença sa carrière en 1978.
Originaire de la ville de New York, il s'oriente d'abord vers une carrière de joueur de baseball professionnel (il a joué pour l'université de Miami) mais il choisit par la suite de se tourner vers la chanson. Il joue avec différents groupes de rock puis décide de déménager en Californie au début des années 1970 pour poursuivre sa carrière musicale. Il devient producteur de films X en 1993 et joue dans plus de 1 300 films.

## Biographie
En août 1980, il posa comme modèle pour le magazine Playgirl. Ensuite, il fut choisi comme doublure de Robert Redford pour le film Proposition indécente. Il travailla avec beaucoup d'actrices de films pornographiques qui n'en étaient qu'à leur début de carrière et qui allaient se révéler par la suite, comme Jenna Jameson ou Tera Patrick.
Avec des séries telles Up and Cummers (1-129), I Love Lesbians ou encore Real Female Masturbation, les vidéos produites par Randy West se focalisaient sur « des vraies gens faisant l'amour ». Dans une de ses dernières vidéos, il affirma que l'un de ses plus grands plaisirs était de regarder ses partenaires femmes avoir des orgasmes. Les vidéos avaient un format relativement figé : un court interview avec une femme pour établir un décor, puis des actes sexuels.
Il est référencé à la 29e place de la « liste des 50 plus grands acteurs/actrices pornographiques de tous les temps » par le magazine AVN.
Les deux fils de Randy West, Ryan et Scott, travaillent aussi dans l'industrie pornographique.
Il décédé d'une insuffisance cardiaque et rénale à Las Vegas le 20 septembre 2024, à l'âge de 76 ans.